# 愛知県道219号浅田名古屋線

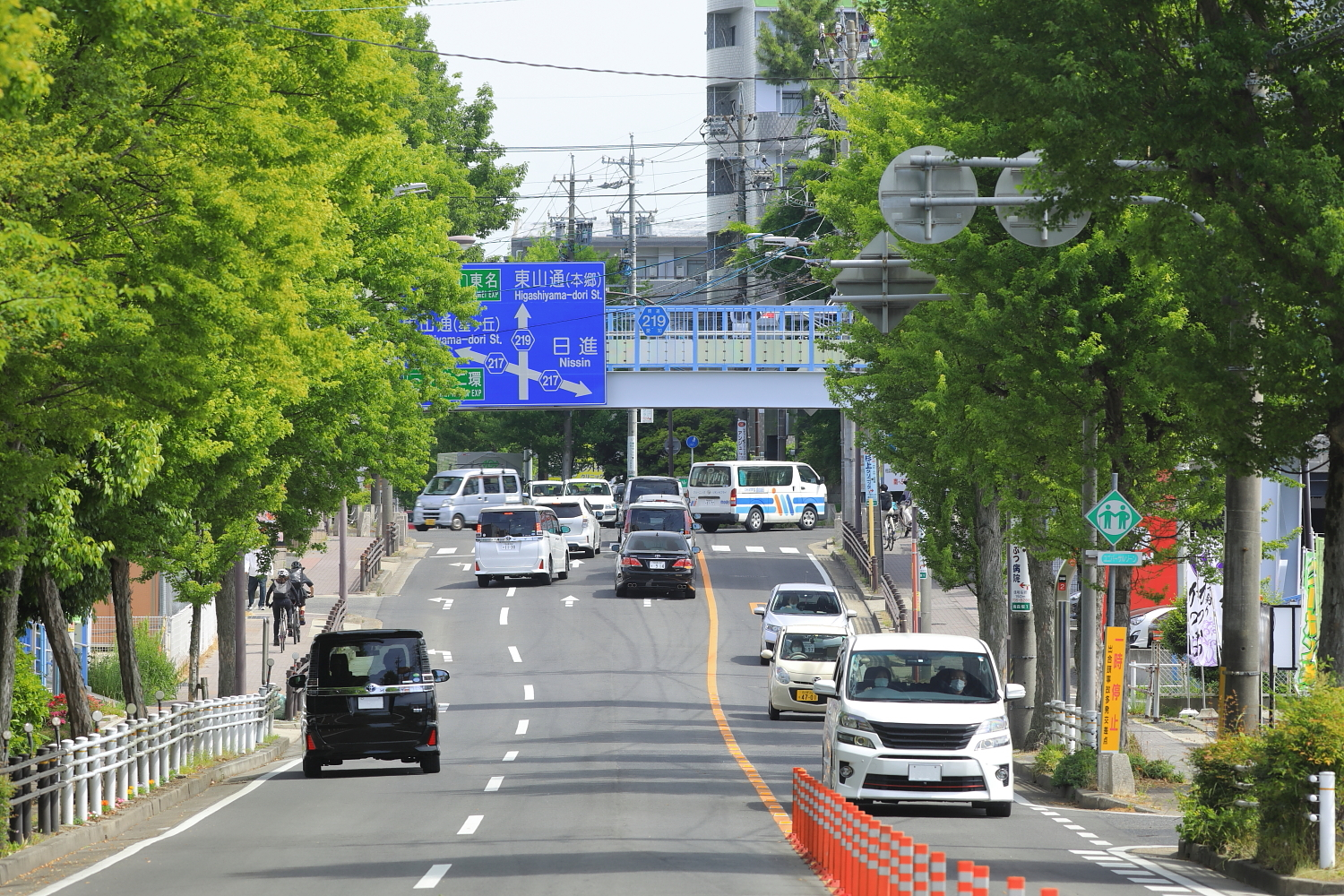
名古屋市名東区猪高町高針
（2021年（令和3年）5月）

愛知県道219号浅田名古屋線（あいちけんどう219ごう あさだなごやせん）は、愛知県日進市から同県名古屋市名東区に至る一般県道である。

## 概要

### 路線データ
- 起点：愛知県日進市浅田町
- 終点：愛知県名古屋市名東区社が丘

## 沿革
- 1959年12月15日：認定

## 重複する道路
- 愛知県道58号名古屋豊田線
- 愛知県道59号名古屋中環状線

## 地理

### 交差する道路
- 国道153号（豊田西バイパス）（日進市浅田町 浅田町平子交差点西方：東行きの合流のみ）
- 愛知県道58号名古屋豊田線（飯田街道）（日進市浅田平子（日進跨線橋東：浅田南交差点） - 同市浅田町（浅田交差点）間で重複）
- 愛知県道221号岩崎名古屋線（日進市梅森町 梅森上松交差点）
- 愛知県道217号岩藤名古屋線（高針街道）（名古屋市名東区新宿 梅森坂交差点）
- 愛知県道59号名古屋中環状線（名古屋市名東区勢子坊（障害者スポーツセンター交差点） - 同区社が丘（本郷交差点）間で重複）
- 愛知県道60号名古屋長久手線（東山通）（名古屋市名東区社が丘 本郷交差点）

## 沿線

### 日進市
- 名古屋市交通局 日進工場
- 尾三消防組合 日進消防署西出張所
- 天白川

### 名古屋市名東区
- 国立東名古屋病院
- 牧野ヶ池緑地
- 名古屋市立牧の池中学校
- 名古屋市立名東高等学校
- 猪高緑地
- 名東スポーツセンター
- 名古屋市厚生院
- 名古屋市障害者スポーツセンター
- 名古屋市立上社小学校
- 東名高速道路 名古屋インターチェンジ